# U Sports
U Sports (dawniej Canadian Interuniversity Sport) – organizacja zrzeszająca 56 instytucje, zajmująca się organizacją zawodów sportowych uniwersytetów w Kanadzie. Jej siedziba znajduje się w Ottawie, w prowincji Ontario. Założona została w 1906 jako Canadian Interuniversity Athletic Union.
Reguluje rozgrywki ligowe na szczeblu uniwersyteckim w m.in. takich sportach, jak: koszykówka, futbol kanadyjski, rugby union, hokej na lodzie, piłka nożna, hokej na trawie, zapasy, lekkoatletyka i siatkówka.